# 마크 세인트 존
마크 세인트 존(Mark St. John, 1956년 2월 7일 ~ 2007년 4월 5일)은 미국의 음악가이다.